# Clavis Patrum Græcorum
La Clavis Patrum Graecorum (CPG) son una serie de cinco volúmenes publicados por Ediciones Brepols en Turnhout (Bélgica). La serie, editada por Maurice Geerard entre 1974 y 2018, contiene Suplementos (editados por M. Geerard y J. Noret) y tiene como objetivo contener una lista de todos los Padres de la Iglesia que escribieron en griego desde el siglo I hasta el siglo VIII, incluyendo incluso aquellos de los que solo se disponen traducciones de sus obras en otros idiomas como latín, armenio, georgiano, etíope, árabe, eslavo u otros y también otros autores que fueron traducidos al griego en ese período.
Sin embargo, no se extiende a todos los textos patrísticos: para los Hechos de los mártires o los apócrifos, en particular, hay otros corpus (la Bibliotheca Hagiographica Græca y la Clavis Apocryphorum). La Clavis Patrum Graecorum permite referirse instantáneamente, mediante la asignación de un número, a la edición de referencia de sus obras (auténticas y existentes o no), a testimonios sobre su transmisión en griego u otros idiomas antiguos, y, eventualmente, a un estudio sobre uno o más autores, o incluso, aunque más raramente, a una traducción a un idioma moderno. 
Los volúmenes de la Clavis, aumentados por dos actualizaciones (vol. 3 A y volumen de Supplementum), van seguidos por un volumen de índices y concordancias, y están considerados como una obra de referencia para especialistas en la tradición homilética y la patrología griegas.

## Volúmenes
La obra de Maurice Geerard, Clavis patrum graecorum : qua optimae quaeque scriptorum patrum graecorum recensiones a primaevis saeculis usque ad octavum commode recluduntur, Turnhout: Brepols, 1974–2018 muestra los siguientes volúmenes:
- vol. 1: Patres antenicaeni, schedulis usi quibus rem paravit F. Winkelmann, 1983; ISBN: 978-2-503-05011-9 cubre los números 1000 a 1925.
- vol. 2: Ab Athanasio ad Chrysostomum, 1974, cubre los números 2000 a 5197. ISBN: 978-2-503-05021-8.
- vol. 3: A Cyrillo Alexandrino ad Iohannem Damascenum, 1979, cubre los números 5200 a 8240.
- vol. 3 A: A Cyrillo Alexandrino ad Iohannem Damascenum: addenda volumini III, a Jacques Noret Parata, 2003, ISBN: 978-2-503-05033-1.
- vol. 4: Concilia: catenae, 1980 1ª ed y 2ª edición con puesta al día en 2018), cubre los números a partir de 9000 y s. (para catena) a partir de 1. ISBN: 978-2-503-57963-4.
- vol. 5: Indices, initia, concordantiae, cura et studio M. Geerard et F. Glorie, 1987, ISBN: 978-2-503-05051-5.
- (vol. 6:) Supplementum cura et studio M. Geerard et J. Noret, 1998, XVIII, 516 páginas, ISBN: 978-2-503-05061-4.